# 网球花
网球花（学名：Scadoxus multiflorus），又称好望角郁金香、血百合或血莲，为石蒜科网球花属（原屬虎耳蘭屬）的植物。约50种，草本，多数种叶基生簇，宽而钝。花密集簇生，红色，少数种白色。可供观赏。原产于南非，分布在非洲热带以及中国大陆的湖北省等地，目前已由人工引种栽培。
其种加词“multiflorus ”意为“多花的”。

## 圖示

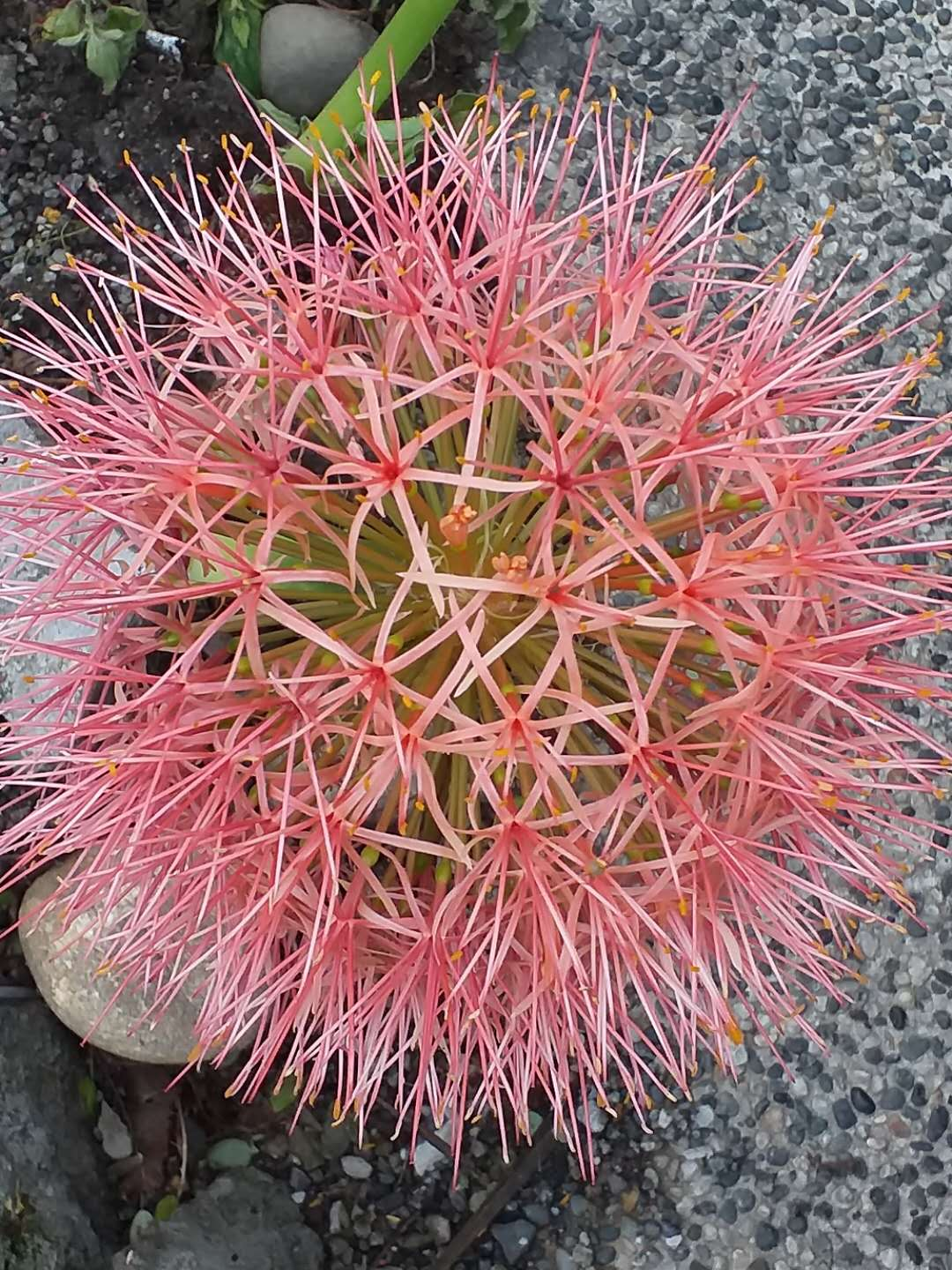
球狀繖形花序
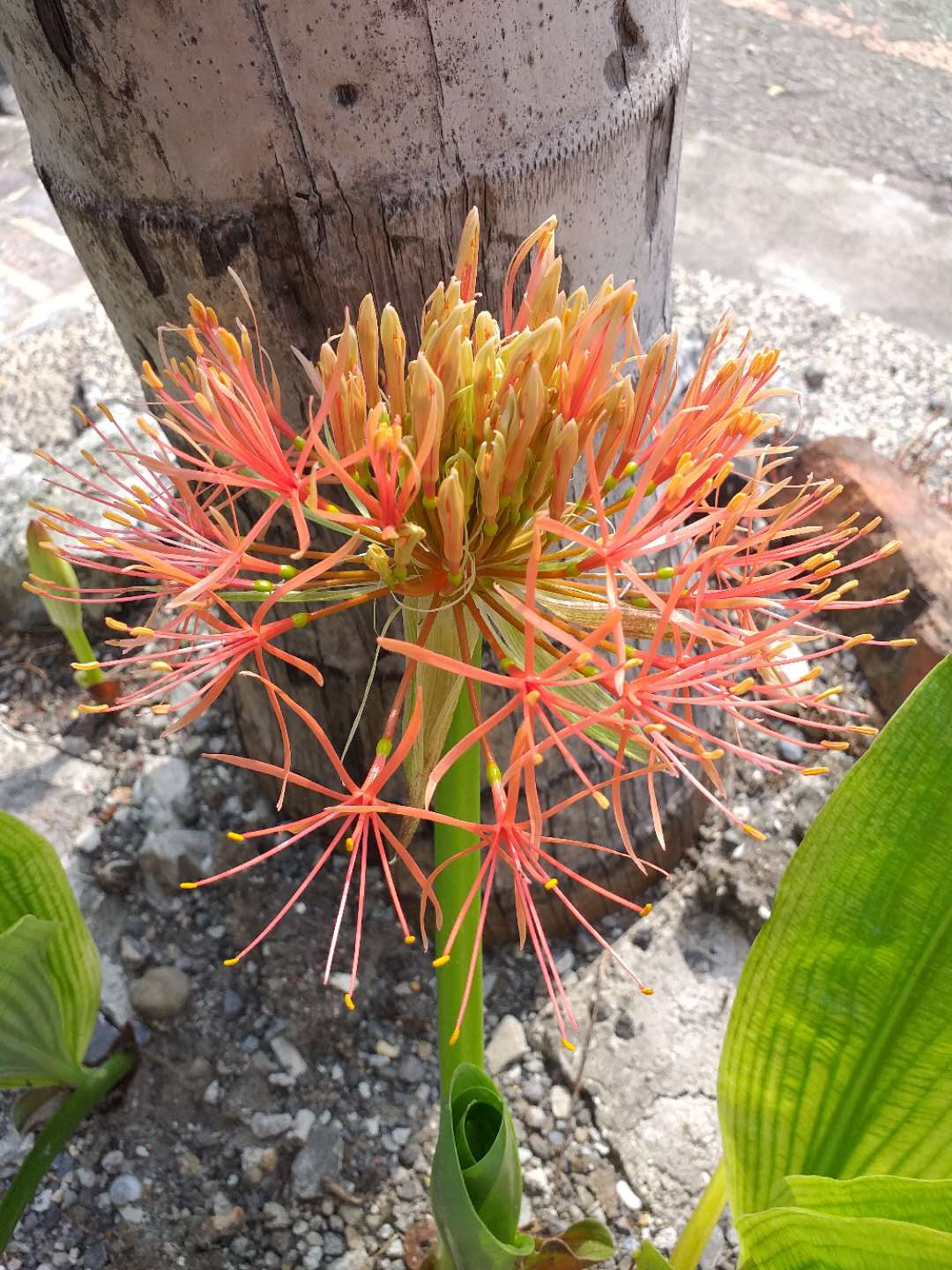
線狀花瓣
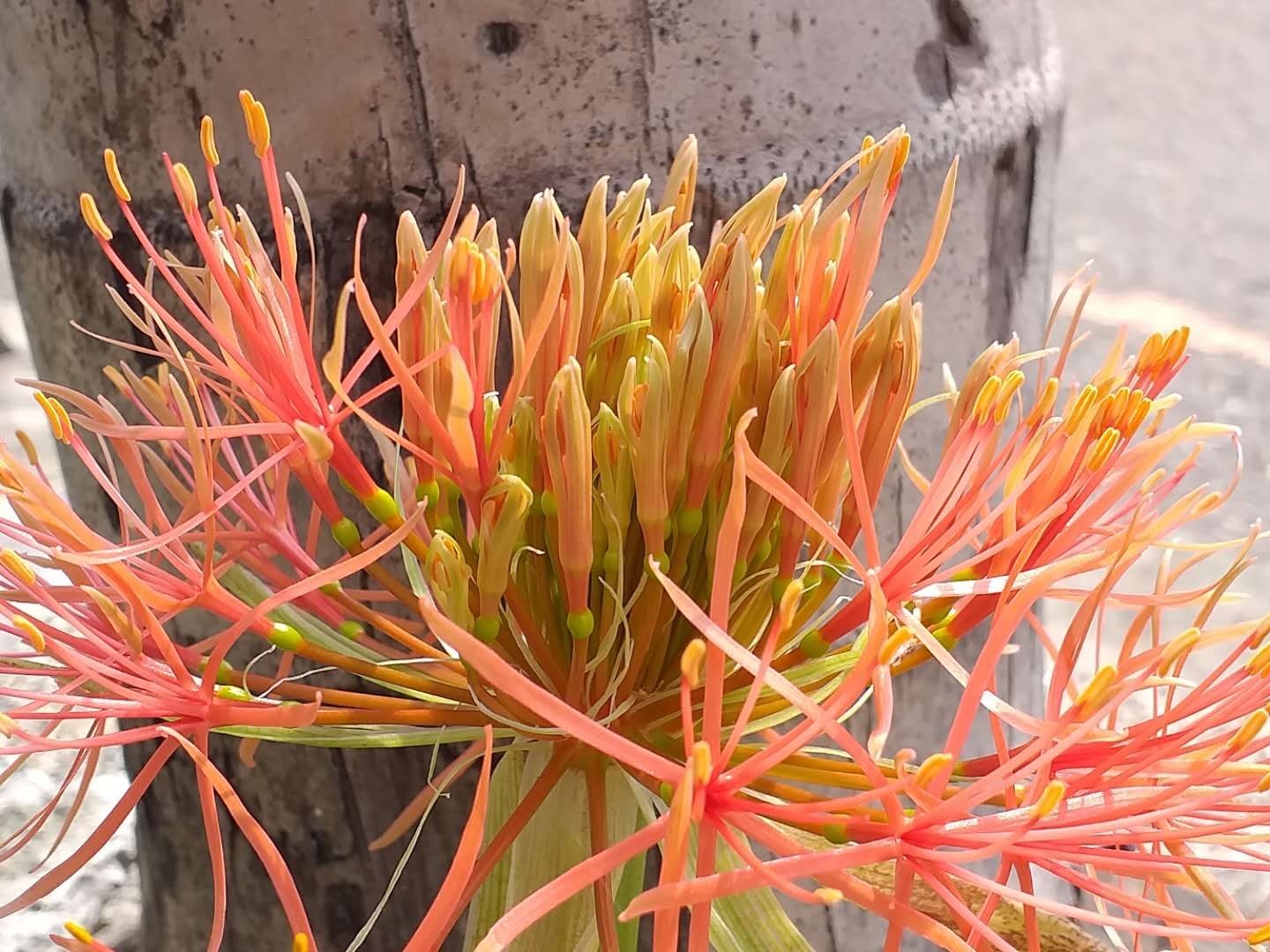
花綻放中的花蕊與花藥
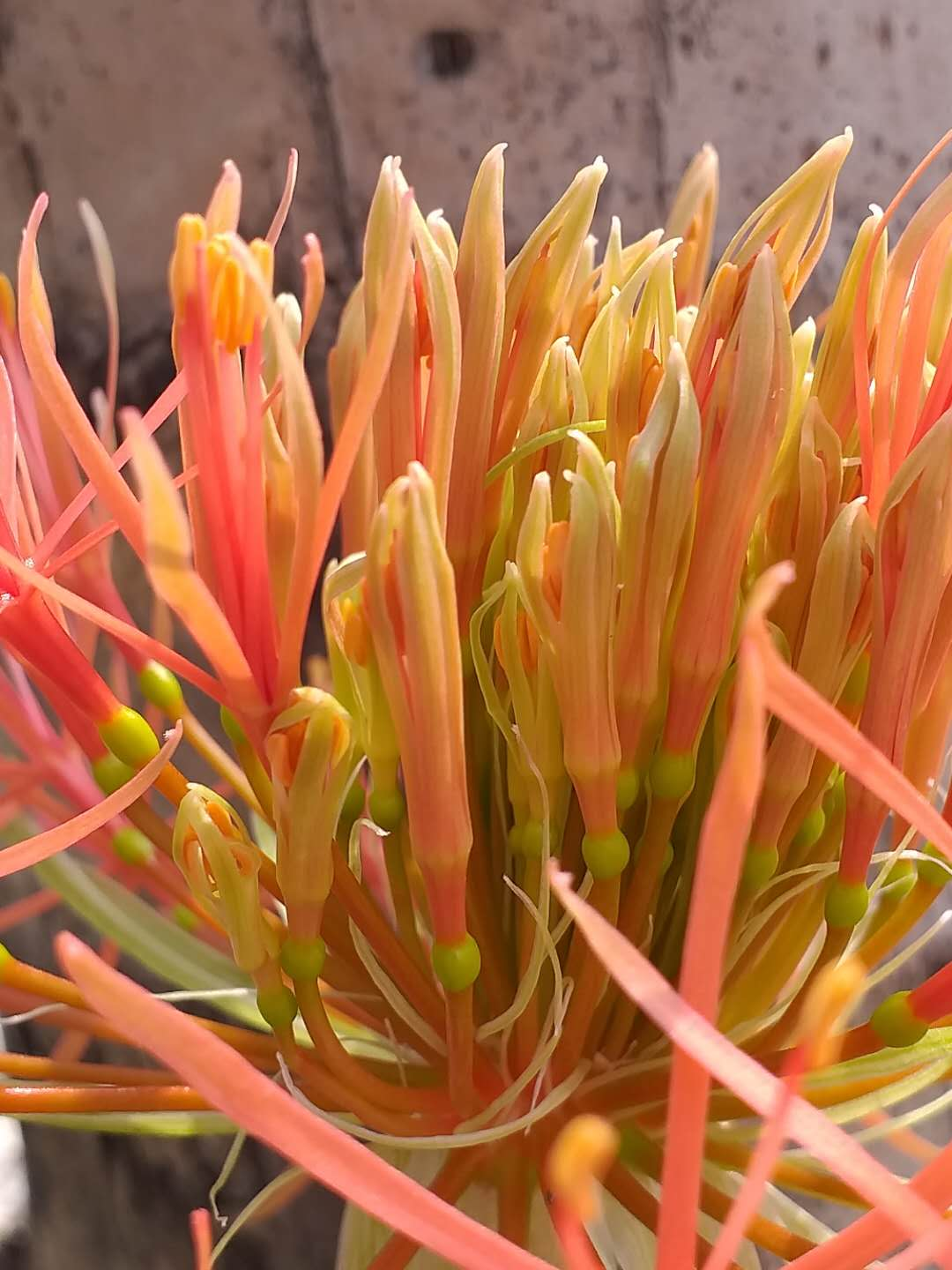
使構造分明的綠色花托
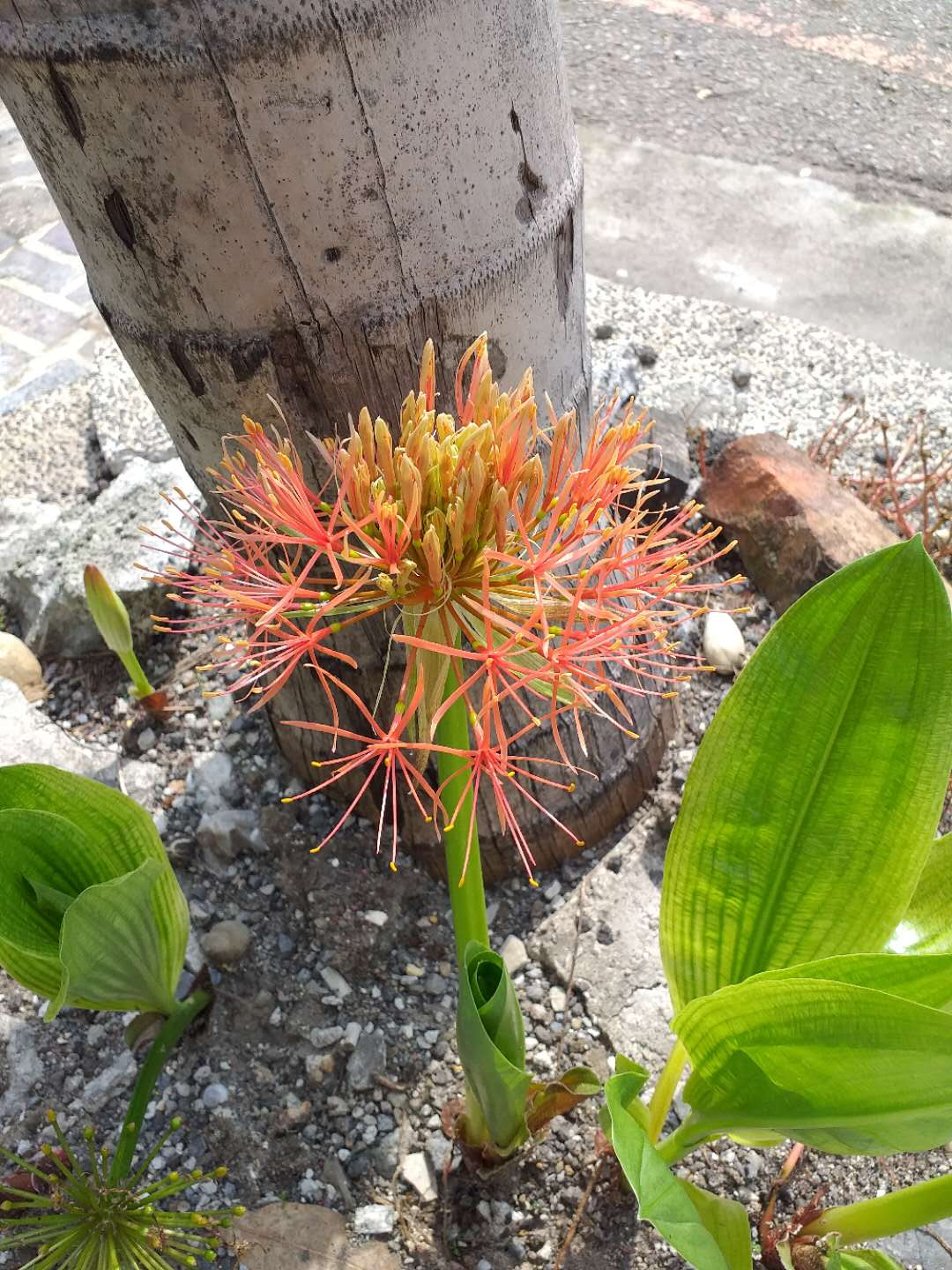
通常花謝後才長葉
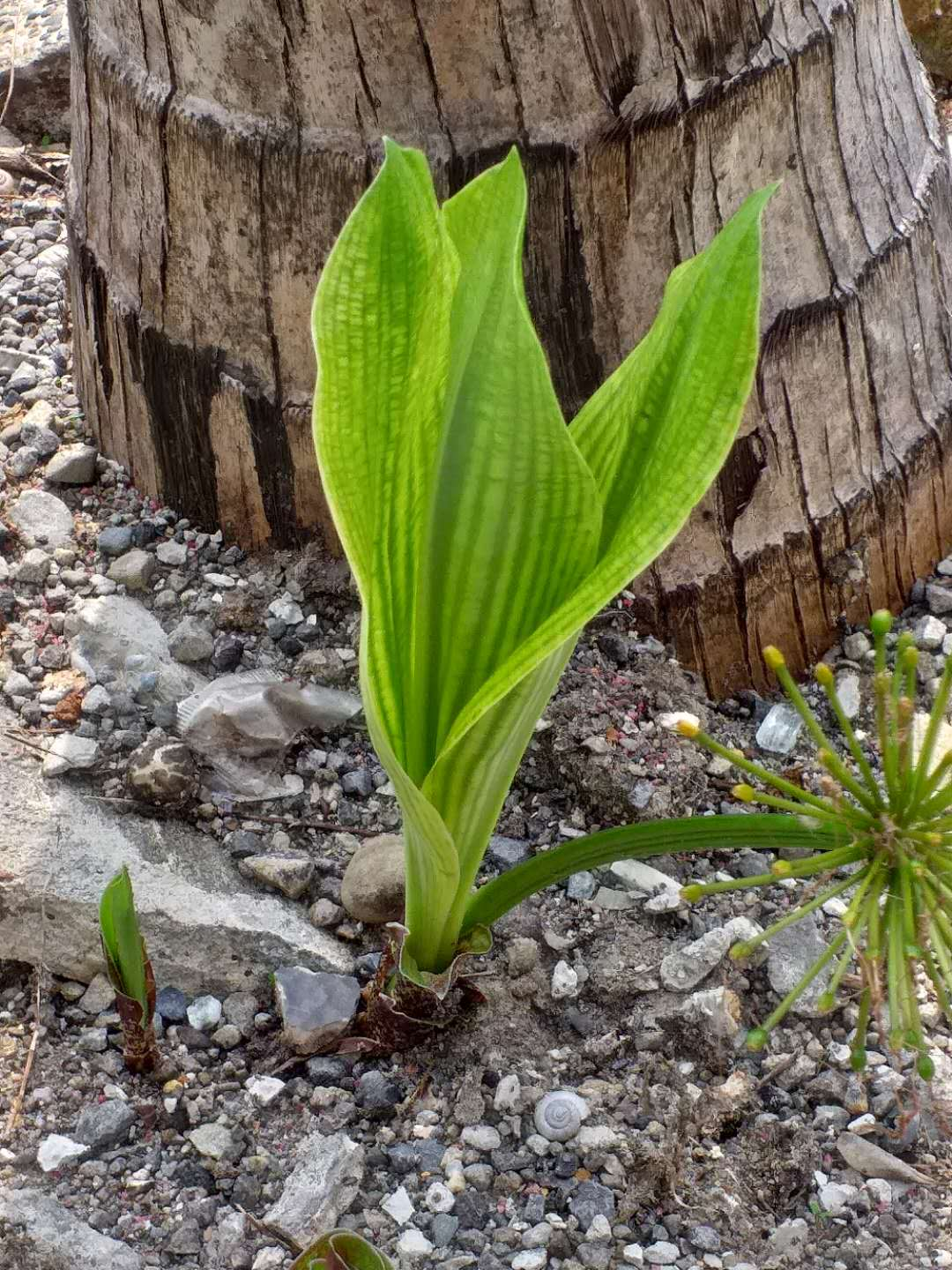
葉自鱗莖上之短莖生出

## 外部連結
- 網球花 Wangqiuhua 藥用植物圖像數據庫 (香港浸會大學中醫藥學院) （繁體中文）（英文）